# Missy Peregrym
Melissa "Missy" Peregrym, född 16 juni 1982 i Montréal i Québec, är en kanadensisk före detta fotomodell och film- och TV-skådespelerska. Hon är mest känd för sin roll som Andy McNally i TV-serien Rookie Blue.

## Filmografi, i urval
- 2004 – Life As We Know It (TV-serie)
- 2006 - Stick It (Film)
- 2007 – Heroes (TV-serie)
- 2007 – Reaper (TV-serie)
- 2010 – Rookie Blue (TV-serie)
- 2018 – FBI (TV-serie) (huvudroll)